# Gioia Ghezzi
Gioia Maria Ghezzi (Milano, 12 gennaio 1962) è una dirigente d'azienda italiana, presidente dell'ATM di Milano e dell'Istituto europeo di tecnologia e innovazione, prima donna a ricoprire tale incarico.
Dal 2015 al 2018 fu anche presidente di Ferrovie dello Stato Italiane.

## Biografia
Si laurea in fisica teorica all'Università degli Studi di Milano. Consegue un master in Business Administration con focus in finanza presso la London Business School.
Ha iniziato la sua attività come system engineer presso il Centro europeo di ricerca IBM di Roma e presso il Centro italiano di ricerca IBM di Milano. Dal 1995 al 2001 è caporedattore e responsabile internazionale della Business Unit Hard Sciences all'Harcourt General - Academic Press.
Continua la sua attività lavorando dal 2001 al 2012 presso McKinsey & Company e ricoprendo dal 2013 la carica di CEO dell'International Group Risk Solutions del Gruppo Zurich Assicurazioni.
Da aprile 2012 a febbraio 2013 diventa Chief Operating Officer presso Willis Group Holding.
È stata presidente di Ferrovie dello Stato italiane da dicembre 2015 a luglio 2018. Nel gennaio 2019 diventa presidente di Rgi Group, leader in Europa nella trasformazione digitale delle Compagnie assicurative.
Nell'aprile 2020 è nominata presidente di ATM (Azienda Trasporti Milanesi), società per azioni di proprietà del comune di Milano.